# Ганс Кіршштайн
Ганс Кіршштайн (нім. Hans Kirschstein; 5 серпня 1896, Кобленц, Німецька імперія — 16 липня 1918, Фім, Франція) — німецький льотчик-ас, лейтенант Прусської армії. Кавалер ордена Pour le Mérite.

## Біографія
Першу світову війну зустрів у 3-му саперному батальйоні, брав участь у боях у Польщі та Франції. В 1915 році захворів на малярію в Галичині і був відправлений до Німеччини на поправку. Повернувся до Галичини у грудні 1915 року та отримав переведення в авіацію у травні 1917 р.
Ганс Кіршштайн почав служити у 19-му льотному дивізіоні, здійснював у його складі бомбардувальні рейди на Дувр, а також брав участь у штурмових ударах з бриючого польоту по британських танках під час боїв у Фландрії. Він також літав у 256-му і 3-му льотному дивізіону, поки його не направили 13 березня 1918 року в 6-ту винищувальну ескадрилью, що входила в «літаючий цирк Ріхтгофена».
Незабаром Кіршштайн став одним із найбільш смертоносних пілотів 1-ї винищувальної групи. Його другу перемогу було здобуто над «Великою Зеніткою» з 2-ї ескадрильї, внаслідок чого пілот цього літака, канадський 2-й лейтенант Алан Маклеод (літав зі спостерігачем, лейтенантом Артуром Гаммондом), отримав Хрест Вікторії за посадку літака, що горить, на нічийній смузі.
10 червня 1918 року Кіршштайн прийняв командування над 6-ю винищувальною ескадрильєю, але вже 16 липня загинув під час аварії. Він віддав свій персональний Fokker на діагностику та ремонт в авіапарк, розташований у французькому містечку Фім, і 16 липня 1918 року сам полетів як спостерігач літаком Hannover CLII, який вів лейтенант Йоганнес Маркграф, який прибув в ескадрилью лише 11 липня. Відразу після зльоту машина розбилася біля Маньє. Обидва льотчики загинули, і тільки потім з'ясувалося, що Маркграф ніколи до цього не піднімав у повітря Hannover.
Всього за час бойових дій здобув 27 перемог.

## Нагороди
- Залізний хрест 2-го і 1-го класу
- Нагрудний знак військового пілота (Пруссія)
- Королівський орден дому Гогенцоллернів, лицарский хрест з мечами
- Pour le Mérite (24 червня 1918) — за 27 перемог.

## Пам'ять
В 1941 році на честь Кіршштайна був названий Junkers Ju 52 (бортовий номер 7220) Люфтганзи. Через тиждень він був переданий іспанській компанії Iberia і в 1942 році включений у ВПС Іспанії. Певний час літак використовувався в зв'язкових рейсах між Берліном і місцями дислокації Блакитної дивізії. В 1963 році машина була виведена зі складу ВПС і в 1965 році передана Німеччині. Сьогодні літак експонується в Німецькому технічному музеї.